# 國家寶藏 (海外台灣史資料庫)
國家寶藏（英語：Taiwan National Treasure）是一個非營利的線上開放海外台灣史資料庫。在2017年由三位在美國紐約的台灣人發起：蕭新晟、林育正跟莊士杰。成立的宗旨是希望能讓更多人看見並利用在華盛頓特區近郊國家檔案和記錄管理局等機構之台灣相關史料。國家寶藏團隊自行開發了系統性的志工翻拍和線上資料庫系統，並在網路上公開呼籲志工前往美國檔案局參加檔案翻拍活動。
聯合報曾報導這個資料庫讓網路時代之前的國立政治大學全體師生致當時美國總統吉米·卡特的紙本抗議信，現也在網路可供瀏覽。直至2020年3月，國家寶藏資料庫累積數位化檔案超過二十萬份，內容橫跨1880年台灣日治時期到1970年中美斷交時期。
這個資料庫之開發是透過 g0v 公民科技創新獎助金（页面存档备份，存于），由台灣的RC文化藝術基金會 （页面存档备份，存于）、 g0v 零時政府揪松團（页面存档备份，存于）與聯合報系願景工程（页面存档备份，存于）、台哥大基金會（页面存档备份，存于）、蔡玉玲律師、Openfind（页面存档备份，存于） 與天氣風險管理開發（页面存档备份，存于）所贊助。

## 外部連結
- 國家寶藏入口網（页面存档备份，存于）